# Kazdağı-Nationalpark
Koordinaten: 39° 38′ 18,5″ N, 26° 44′ 47,7″ O
Der Kazdağı-Nationalpark ist ein Nationalpark im Ida-Gebirge in der nordwestlichen Türkei, in der Landschaft Troas. Der Kazdağı gilt als einer der wichtigsten floristischen Gebiete der Türkei.

## Lage

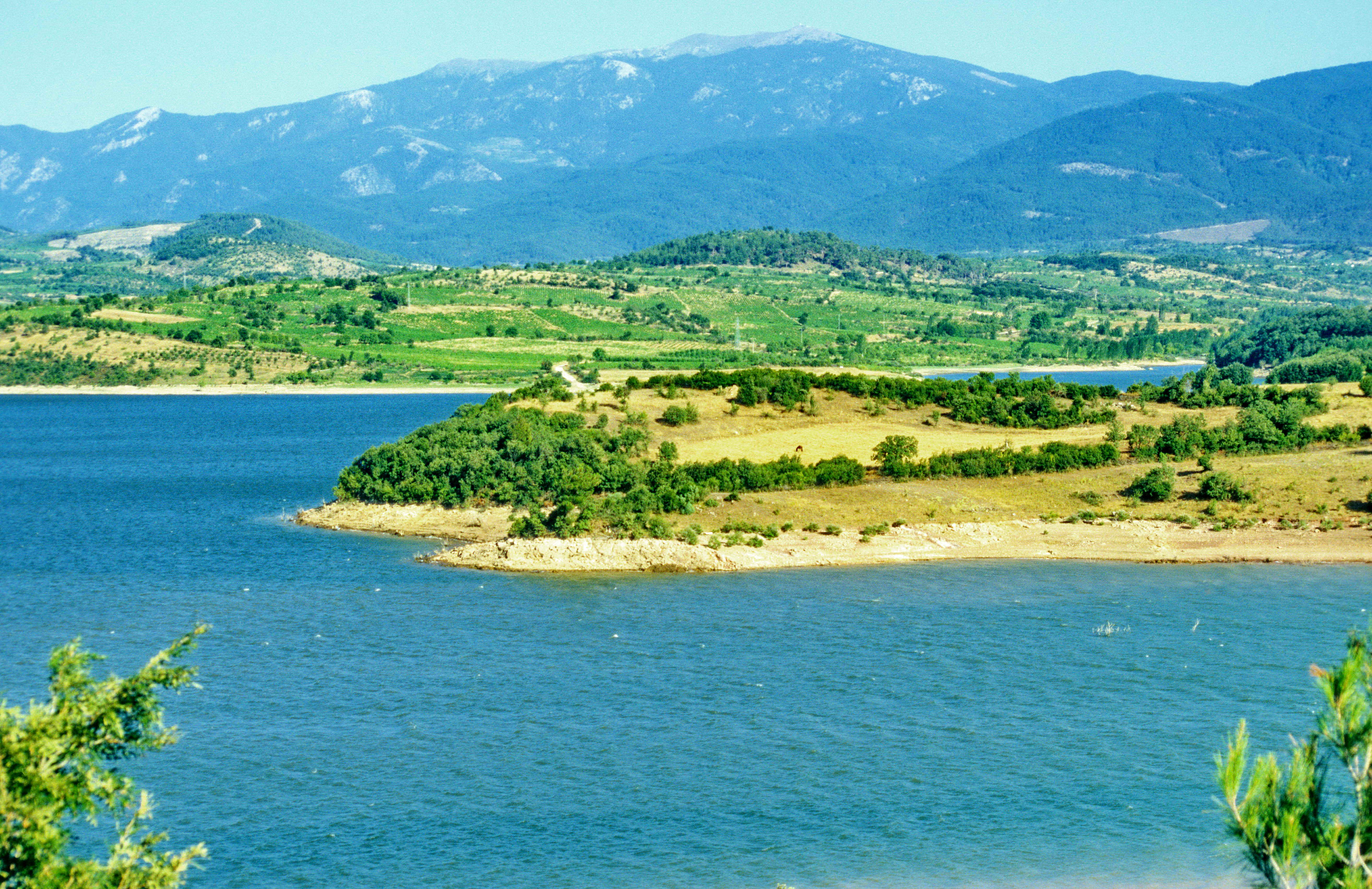
Von Norden aus gesehen erhebt sich das Massiv des Kazdağı als markanter Gebirgsstock über der Bayramıç-Talsperre.

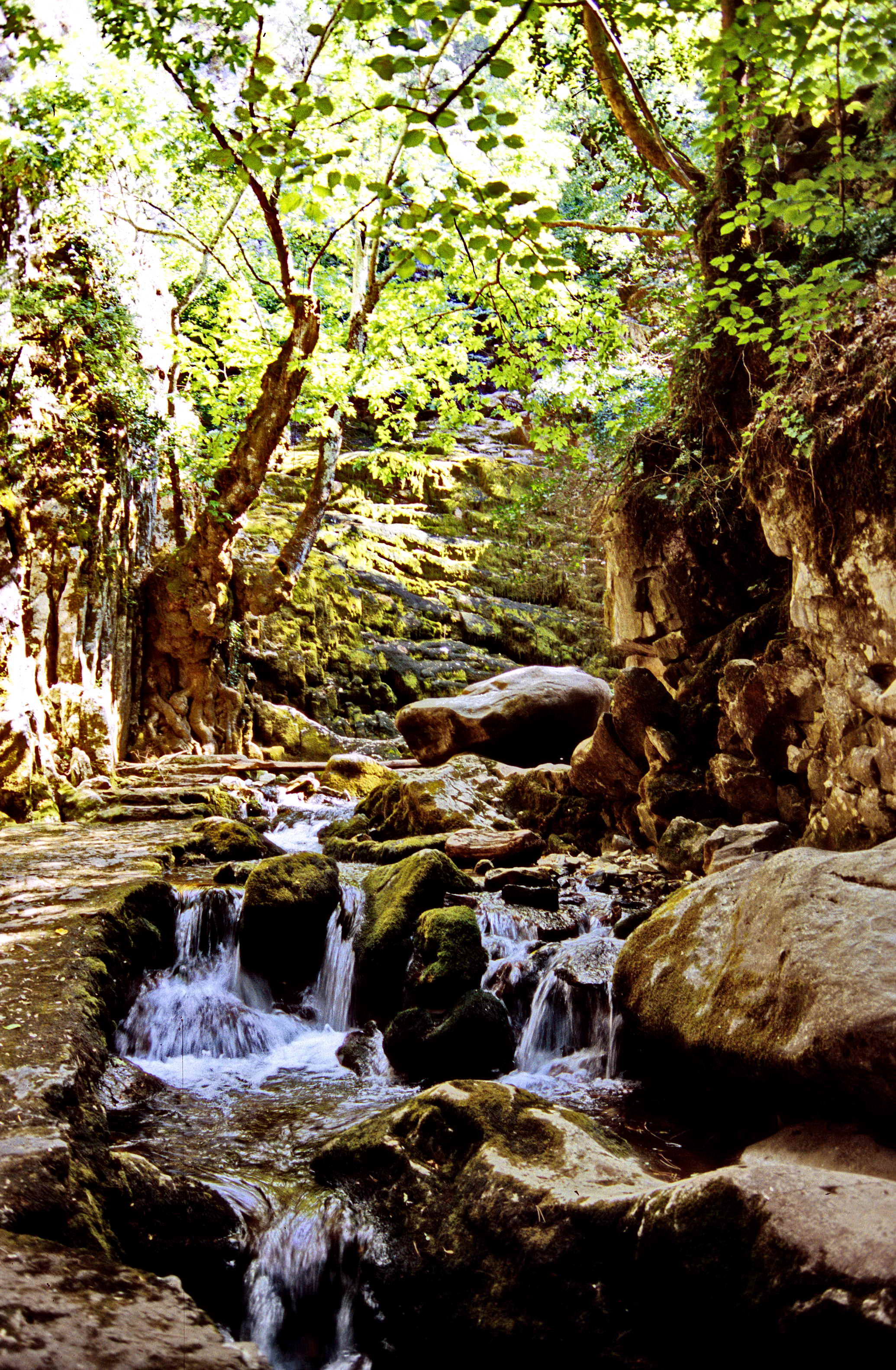
Aufgrund der zahlreichen Quellen und Gewässer auf der feuchteren Nordseite des Kazdağı wurde innerhalb des Kazdağı-Nationalparks der Ayazma-Quellen-Naturpark eingerichtet – hier ein Wildbach im Ayazma Tabiat Parkı.

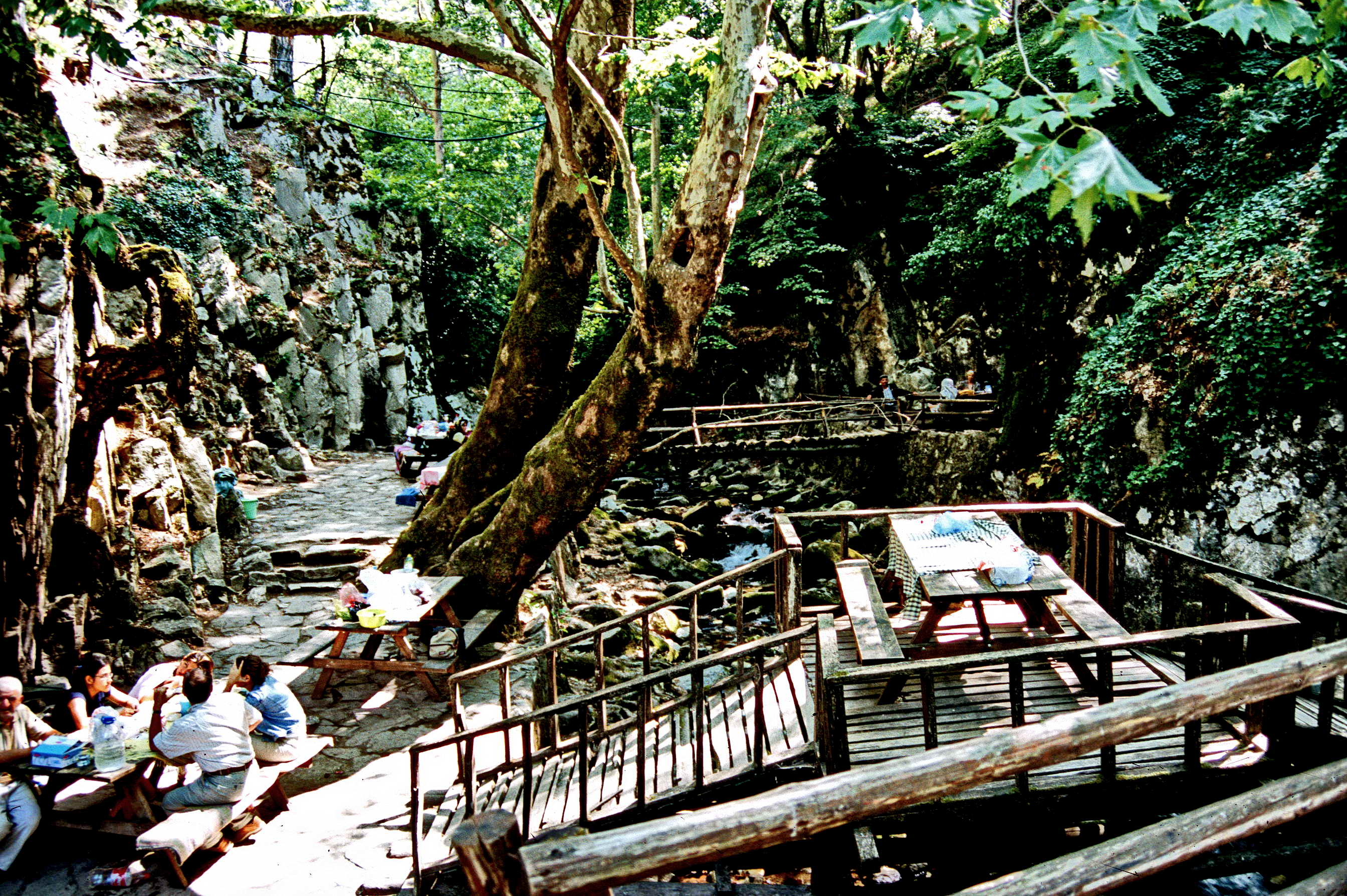
Das Ausflugsziel Ayazma Tabiat ist bei der türkischen Bevölkerung an Wochenenden äußerst beliebt.

Aufgrund des großen Pflanzenreichtums wurde ein 20.935 ha großer Teil des Ida-Gebirges (Kaz Dağları, Kazdağları, Kaz Dağı, Kazdağı) im Norden der Bucht von Edremit (Türkei) 1994 zum Kazdağı-Nationalpark (türkisch: Kazdağı Milli Parkı) erklärt. Das Gebirge deckt die höchsten Teile der südlichen Biga-Halbinsel und bildet zugleich die Südgrenze der Troas. Der Park liegt im westlichen Teil der Provinz Balıkesir an der Grenze zur Provinz Çanakkale. Das altkristalline Massiv des Ida-Gebirges („Berg der Göttin“, türk. Kaz Dağı „Gänseberg“) mit dem Karataş Tepesi als höchster Erhebung (1774 m) soll seinen Namen von der vorgriechischen Muttergottheit De oder Da herleiten. Der Hauptzugang zum Nationalpark erfolgt von Süden von Edremit-Akçay aus über Zeytinli und Mehmetalanı. Von Çamlıbel, İdaköy, Mehmetalanı und Avılar aus kann man auf geführten Wanderungen die schönsten Plätze des Nationalparks kennenlernen.  Eine weitere Zufahrt via Ayazma Pınarı Tabiat Parkı innerhalb des nördlichen Teils des Nationalparks ist über Bayramiç möglich. Aufgrund der zahlreichen Quellen und Gewässer auf der feuchteren Nordseite des Kazdağı wurde hier innerhalb des Kazdağı-Nationalparks 1986 ein Naturparkgebiet registriert und am 11. Juli 2011 als  Ayazma Pınarı Tabiat Parkı (Ayazma-Quellen-Naturpark) mit einer Fläche von 5,85 ha ausgewiesen, der alsbald bei der türkischen Bevölkerung als Ausflugsziel äußerst beliebt wurde.

## Geologie und Tektonik
Für den Kazdağı-Nationalpark als größerem Teil des Ida-Gebirges sind nicht nur Informationen zu Ökologie und Klima interessant und wichtig, sondern auch solche zum Aufbau des Gebirges und zu seiner geologisch-tektonischen Entwicklung, denn das Massiv des Kazdağı und des nördlich gegenüberliegenden Büyükhayrettin Tepe (Salıhler-Plateau, 492 m) bilden das Gerüst der Biga-Halbinsel. Beide bestehen aus kristallinen Schiefern, Gneisen und Marmor. Die Masse des Kaz Dağı, d. h. der geologische Kern der Region, ist ein Gneis-Massiv und erstreckt sich bei einer Breite von 15 km über 45 km in NE-SW-Richtung. Die Gneismasse ist diskordant mit Schichten aus dem jungen Paläozoikum (herzynisch) bedeckt – mit durch Kontakt-Metamorphose intrusiv im hohen Grade metamorphisierten Granodioriten. Am Gesteinsaufbau des Kazdağı beteiligt sind auch Granite in Form von großen Batholithen, die im Nord-, Ost- und Südrand des Massivs auftreten.
Noch im Alttertiär bis etwa zum Ende des Oligozäns hatte das Kazdağı-Massiv mit seinen Nachbarmassiven eine ausgedehnte und einheitliche Berglandschaft gebildet, die nur wenige 100 m aus ihrer Umgebung herausragte. Vermutlich zum Ende des Oligozäns wurde dieses „alte“ und größere Kazdağı-Massiv durch vertikale Bewegungen gehoben. Gleichzeitig senkte sich der mittlere Teil dieses Grundgebirges zu einer 15–20 km breiten, von NO nach SW verlaufende Senke, dem Becken von Ezine-Bayramıç, das damals noch von Wasser bedeckt war. Dadurch wurde das bis dahin einheitliche Grundgebirge in zwei Gebirgsschollen geteilt, den Kazdağı im Süden und den Biiyiikhayrettin Tepe, Teil des heutigen Salıhler-Plateaus, im Norden. Dabei traten gewaltige Vulkanmassen – in erster Linie Andesite – aus und bedeckten weite Flächen des Umlandes. Zudem hatte sich auch der Südrand des „alten“ Kazdağı-Massivs entlang einer von O nach W verlaufenden Bruchlinie bis tief unter das Niveau des Meeresspiegels gesenkt: Der Golf von Edremit war entstanden. Im Miozän und Pliozän erfuhr das „neue“ Kazdağı-Massiv erneut starke tektonische Bewegungen. Es wölbte sich in mehreren Phasen domartig aus seiner Umgebung auf, wobei ausgedehnte Abtragungsflächen entstanden, die heute im S auf 700–1000 m und im N auf 450–500 m Höhe liegen. Damals erhielt die Biga-Halbinsel weitgehend ihre heutige Gestalt: Die Halbinsel hob sich en bloc, und das Kazdağı-Massiv gelangte in seine heutige Höhe – und damit zu seiner Funktion als wichtige Klimascheide, die sich auch im rezenten Vegetationsbild des Kazdağı-Nationalparks widerspiegelt.

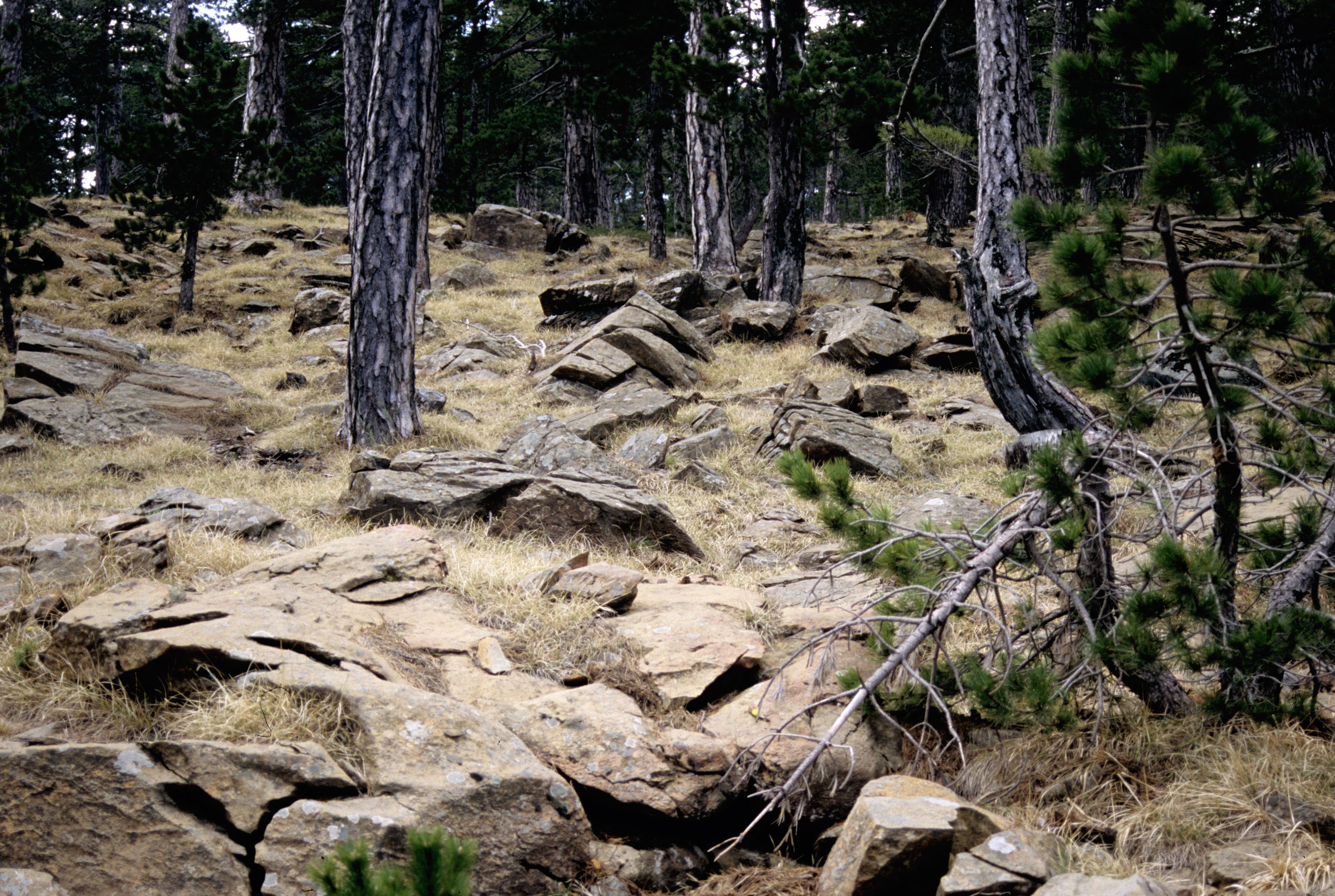
Aufgrund starker Temperaturdifferenzen im Winter- und Sommerhalbjahr kommt es in den Hochlagen des Kazdağı zu Frostverwitterung (auch Frostsprengung) mit Gesteins-Zerlegung und hangabwärts verlagerten Ansammlungen von Gesteinsblöcken (Blockströme/Blockmeer).

An verschiedenen Plätzen im Kaz Dağı stößt man auf interessante Felsformationen, die durch ihre Formung auffallen: Mehr oder weniger ausgedehnte Ansammlungen von kantigen Blöcken. Sie entstanden durch Auflösung des Bergmassivs entlang von Kluftsystemen durch Frostverwitterung oder subtropisch-wechselfeuchte Tiefenverwitterung. Während länger andauernden Kältephasen entwickelten sich diese z. B. im periglazialen Klimabereich der Hochgebirge mit oberflächlich auftauenden Böden zu einer hochmobilen Fließerde – hier in der Troas z. B. speziell nur im oberen Hochgebirgsbereich des Kaz Dağı. Dabei kommt es über geneigten, oberflächlich aufgetauten Frostböden – unter Wirkung der Schwerkraft – zu Gleitvorgängen mit einer wirren Konzentration kantengerundeter Felsblöcke (Blockströme), die Täler und Hangmulden stromartig erfüllen.

## Spezielles zu Ökologie und Botanik

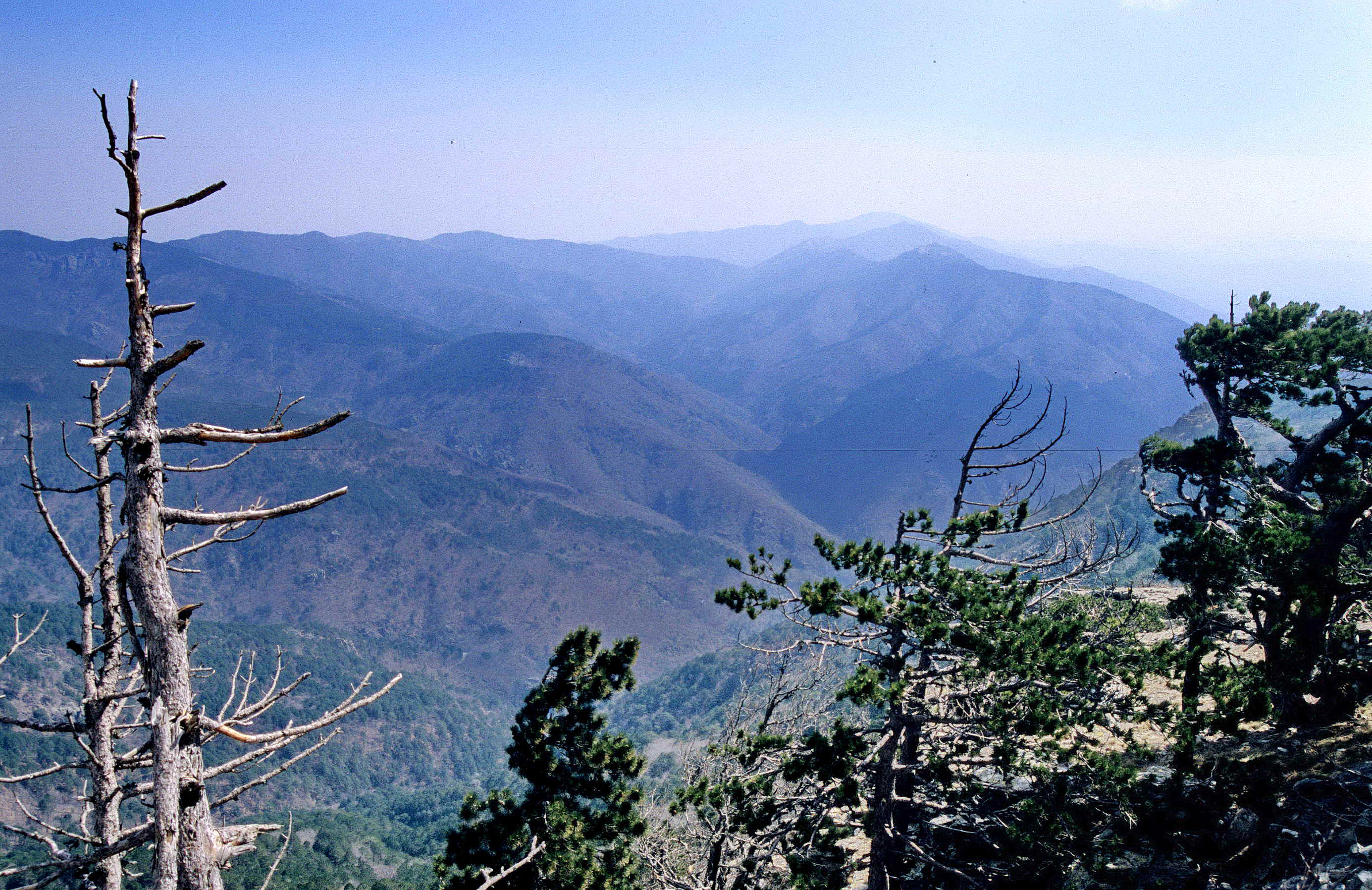
Der Blick vom Kazdağı-Nationalpark über die Höhen des Gebirges offenbart nicht nur die tiefe Schluchtung dieses Gebirgsstocks, sondern auch dessen Waldreichtum

Während in der Troas bisweilen im Winter die Ölbäume erfrieren, schützt der Kaz Dağı wie eine Mauer den südlich gelegenen Golf von Edremit vor Kaltlufteinbrüchen aus dem Norden. Einerseits sind die Vorländer des Massivs von Dörfern übersät und werden agrarisch genutzt, andererseits ist der zentrale Gebirgsstock siedlungsfrei und weitgehend dicht bewaldet, was bei der sommerlichen Trockenphase zu Problemen führt. Für den Kazdağı-Nationalpark ist die Gefahr der Waldvernichtung besonders gravierend, denn er ist zu 93 % mit Wald bestanden, und davon sind fast neun Zehntel Hochwald in Form von Nadelbäumen. 1945 gab es in den Kaz Dağları einen katastrophalen Waldbrand, der trotz des Einsatzes des Militärs nicht unter Kontrolle gebracht werden konnte. Deshalb sind dort die meisten Bestände höchstens 60–70 Jahre alt. Zwischen 1990 und 1996 vernichteten in der Provinz Çanakkale 569 Waldbrände über 9000 ha Wald. Allein im Jahre 2000 wüteten in den Wäldern der Region 85 Feuer. Knapp 4000 ha wurden dabei Raub der Flammen. Deshalb ist – außer im Zeitraum der jährlichen Wallfahrt zum Grab der legendären „Sarıkız“ auf dem Baba Tepesi (vom 15.–25. August) – das Gesamtgebiet wegen der Feuergefahr nur mit Sondergenehmigung der Nationalparkverwaltung betretbar. Seit 2019 wurde damit begonnen, in den Kaz Dağları Gold abzubauen. Laut Umweltorganisationen wurden seit 2017 bereits 45.000 Bäume für den Goldabbau gefällt. Luftaufnahmen dokumentieren entsprechende Umweltzerstörungen. Neben seinen perennierenden Gewässern Mıhlı Çayı, Küçüksu Çayı, Şahin Canyon (27 km lang and 650 m tief), Manastır Çayı, Güre Çayı, Akçay und Zeytinli Çayı bietet der Kaz Dağı zahlreiche Quellen, darunter diverse Thermal- und Mineralquellen. Dank seiner umfangreichen Wälder existiert im Kazdağı eine Fülle von Pflanzen, die nach der Eiszeit hier überlebten.
Sofern die tieferen Lagen nicht weiträumig von Ölbaum-Monokulturen besetzt sind, herrscht in den Waldungen bis 800 m Höhe die Aleppokiefer (türkisch Halep Çamı, Pinus halepensis) vor, gefolgt von Schwarzkiefern (türkisch Karaçam, Pinus nigra), Eichen und Tannen. Das Gebiet des Kaz Dağı gehört zum submediterranen Winterregengebiet und ist frostfrei während der Vegetationszeit. Der Waldgesellschaftskomplex dort wird der Nord-Ägäis zugerechnet und enthält Elemente der Euro-Sibirischen, Mediterranen und Irano-Turanischen Flora. Neben einheimischen Kiefern, Eichen, Kastanien (Esskastanie, castanea vulgaris), Platanen, Bergahorn (Acer pseudoplatanus), Lärchen (Larix europaea, Larix decidua), Judasbaum (Cercis siliquastrum), Schwarzem Wacholder (Juniperus indica), Mastixstrauch (Pistacia lentiscus), Großblumiger Pfingstrose (Paeonia peregrina), Scharlach-Salbei (Salvia scalaria, Salvia horminum), Rosa Strauchrose (Rosa pulverulenta), Blasen-früchtiger Nieswurz (Helleborus vesicarius), Gewürzsumach (Rhus coriaria, auch Gerbersumach), Färber-Resede (Reseda luteola, Färberwau), sind dies vor allem endemische Pflanzen, wie die Troia-Tanne (s. u.), das trojanische Gliedkraut (türkisch Sarıkız Çayı, Sideritis trojana, Bergtee), die Berg-Rapunzel (Kum Çamı, Jasione idea Stoj), der Aronstab des Idagebirges (Arum idaeum), die Ida-Himbeere (Batos idaia), eine Abart der orientalischen Flockenblume (Centaurea Odyssei), der Troianischem Fingerhut (Digitalis trojana), ein spezieller Bärlauch (Allium kurtsianum), verschiedene Pfingstrosen-Spezies (Paeonia mascula und Paeonia peregrina), das Blaue Windröschen (Strahlenanemone, Anemone blando) und der Ida Krokus (Crocus candidus subflavus).

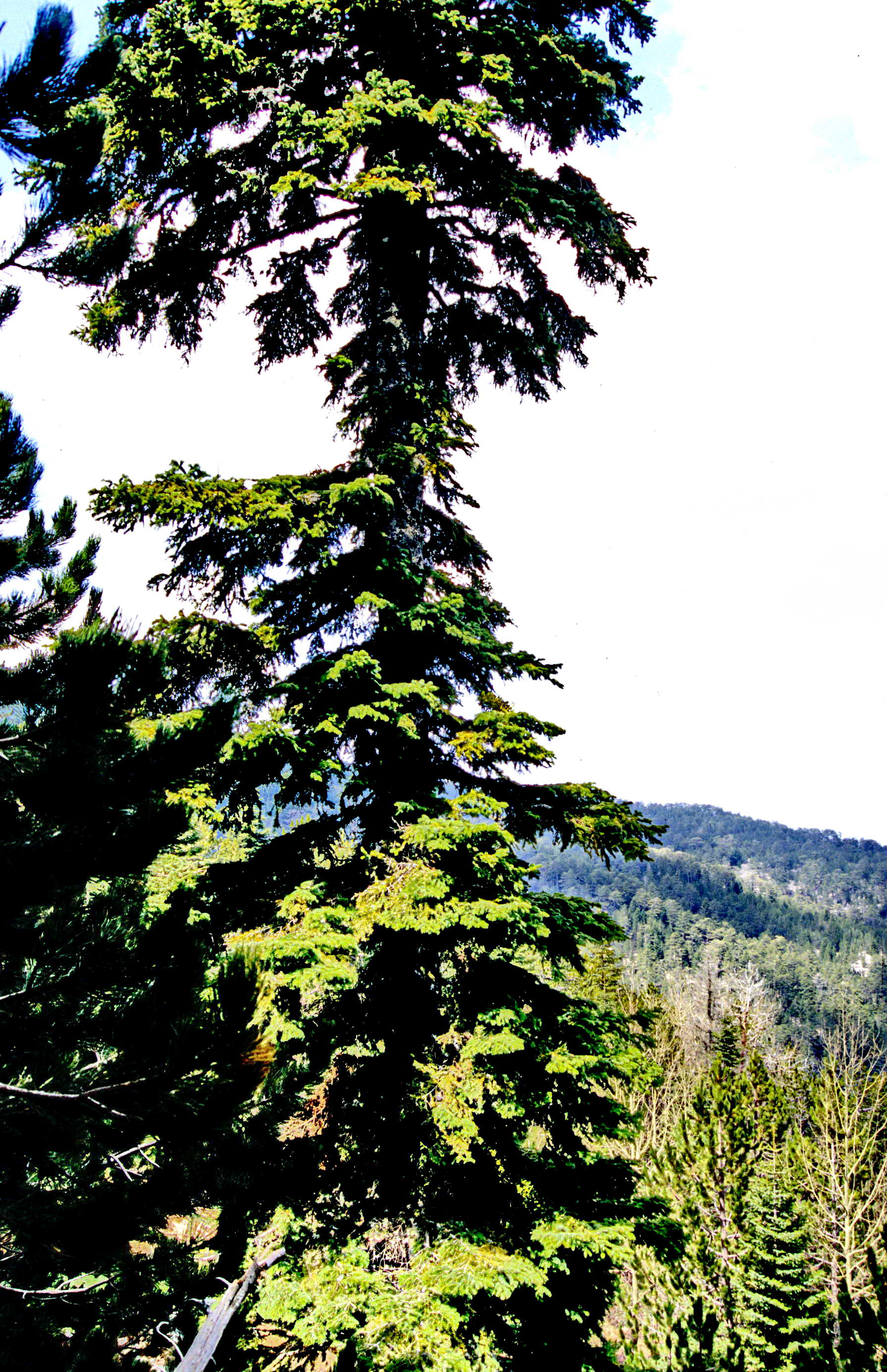
Vor allem im Kazdağı-Nationalpark findet man die einzigen natürlichen Vorkommen der besonderen Spezies der sogenannten „Troia-Tanne“ (Abies equi-trojani, Abies nordmanniana subsp. equi-trojani).

In diesem isolierten Berg- und Hügelgebiet des Ida-Gebirges findet man die einzigen natürlichen Tannenvorkommen in der Troas, und dort vor allem im Kazdağı-Nationalpark. Dabei handelt es sich um die besondere Spezies der sogenannten „Troia-Tanne“ (Abies equi-trojani, Abies nordmanniana subsp. equi-trojani). Die vergesellschafteten Hauptbaumarten mit der Trojatanne sind Pinus nigra (Schwarzkiefer), Fagus orientalis (Orientalische Buche), Castanea sativa (Ess- oder Edelkastanie) und neun verschiedene Eichenarten (darunter Quercus trojana, Makedonische Eiche). Die Troiatanne wird als eine Baumart mit Hybridcharakter angesehen. Sie soll durch Art-Bastardierung von Abies cephalonica (Griechische Tanne) und Abies bornmülleriana (Bomüllertanne) entstanden sein. Hybride sind Abies borisii-regis (A. alba x cephalonica) und Abies equi-trojani (A. bornmuelleriana x borisii-regis). Sie zeichnet sich durch Widerstandsfähigkeit gegenüber Sommerwärme, Sommertrockenheit und Winterfrost aus. Sie wächst zumeist auf Granit und Gneis mit Braunerde und besiedelt auf 25.600 ha mehrere voneinander getrennte Areale. Das Haupt-Vorkommensgebiet befindet sich auf 1000–1400 m Seehöhe. Das unterste Vorkommen liegt derzeit bei rund 300 m. Der Großteil wird von Mischbeständen mit einem Tannenanteil von 30–50 % bestockt. Die Troiatanne ist im Wachstum mit etwa 20 Jahren der Schwarzkiefer überlegen und verdrängt diese aus den Beständen. Sie kann auch in tieferen Lagen Reinbestände ausbilden und erreicht mit 70–90 Jahren eine Höhe von 25–30 m mit einem Stammdurchmesser von 50–60 cm. Die Pfahlwurzel stirbt mit zunehmendem Alter ab und es bilden sich kräftige Seitenwurzeln aus. Trotz ihrer Fähigkeit, sich auf Freiflächen zu verjüngen, wird sie als Halbschattbaumart bezeichnet.
Die tiefen Täler und Schluchten, die sich von Süden weit nach Norden in das Gebirge erstrecken, bieten nicht nur ein reiches Potenzial für die Flora, sondern auch für die Fauna, die mit einer großen Artenvielfalt von der Vegetation bestimmt wird: Unter einer Fülle von Vogelarten finden sich Habicht, Adler, Falke, Sperber, Wildtaube, Waldschnepfe und Rebhuhn, und in den Wäldern begegnet man neben Wildschweinen, Wildkatzen, Schakal und Fuchs auch dem Bär, Reh, Eichhörnchen, Fledermaus, Igel, Marder, Dachs, Hasen und Kaninchen, der Bergziege und bisweilen noch der Bergantilope und dem Fischotter.

## Mythologie und Legenden
Bereits in der griechischen Mythologie war der Kaz Dağı als „Ida-Gebirge“ Schauplatz z. T. dramatischer Ereignisse:
- Bereits in der Antike war das Ida-Gebirge Zentrum des in der Bronzezeit entstandenen Fruchtbarkeitskultes um die höhlenbewohnende Göttermutter und Fruchtbarkeitsgöttin kleinasiatischer Herkunft Kybele (Magna Mater Deum Idae) und ein bedeutender Platz eines archaischen Kybele-Blutopferkultes.
- Nach Homer und Strabon lebten im Kaz Dağı und südlich davon die legendären, vermutlich vor-indogermanischen Leleger, Seefahrer und Piraten, die kein Griechisch sprachen und in der Ilias eine Rolle als Verbündete der Trojaner spielen.
- Hier soll sich – als Vorgeschichte des Trojanischen Krieges – die Sage um das Urteil des Paris abgespielt haben, der erste Schönheitswettbewerb der Welt zwischen Hera, Athena und Aphrodite (im Epos „Kypria“ partiell erhalten in Schriften des neuplatonischen Philosophen Proklos aus dem 5. Jh. v. Chr.). In Erinnerung daran findet hier alljährlich ein nationaler Schönheitswettbewerb statt.
- Von diesem Gebirge aus sollen die olympischen Götter die Schlachten des Trojanischen Krieges beobachtet, kommentiert und gelenkt haben.
- Hier soll Hera auf dem Gargaron, einem der drei Gipfel des Mount Ida (Koca Kaya), Zeus verführt haben, um ihn von den Kämpfen um Troja abzulenken.
- Auch der Hirte Anchises, Vater des troianischen Helden Aeneas, wurde der Sage nach hier von Aphrodite verführt, und beider Sohn Aeneas, der mythische Stammvater Roms, soll im Ida-Gebirge von Nymphen erzogen worden sein.
- Darüber hinaus wurde von hier Ganymed, ein Prinz aus Troia und Geliebter des Zeus, der seinetwegen seine Schwestergattin Hera verließ, von Zeus in Adlergestalt entführt.

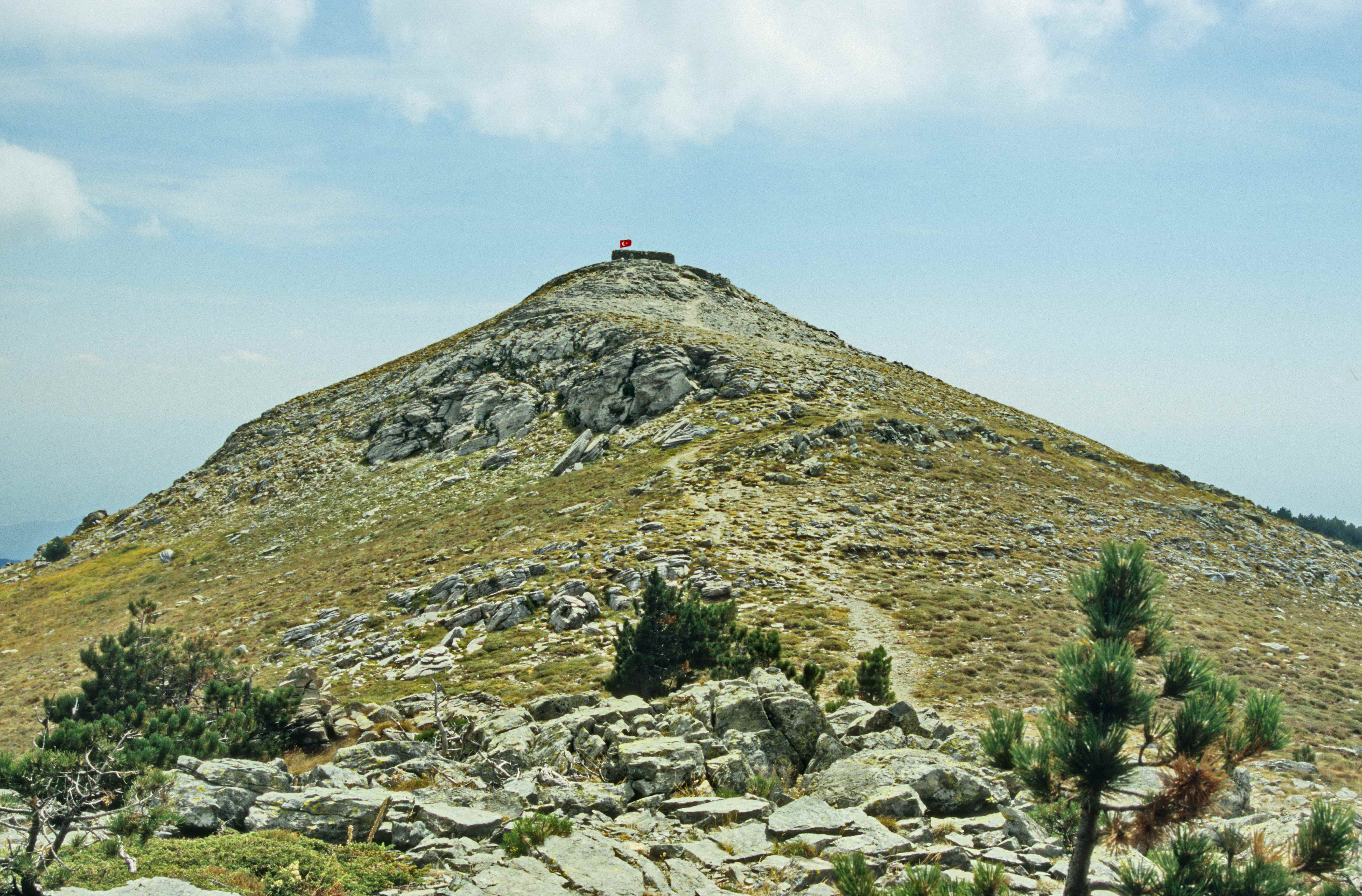
Blick auf den 1574 m hohen Sarıkız Tepesi im Kazdağı-Nationalpark, auf dessen Spitze die Sarıkız-Türbe steht. Der Pilgerpfad ist deutlich erkennbar.

Neben seiner Bedeutung in der griechischen Mythologie hat der Kaz Dağı auch seine türkischen Legenden, unter denen die von „Sarıkız“ am bekanntesten sein dürfte:
Die turkmenischen Tahtakuşlar haben die im ganzen Orient verbreitete Sarıkız-Legende von der unschuldigen Liebe zu Ali aus Arabien bzw. Persien an die Ägäis verpflanzt und modifiziert: Sarıkız (blondes Mädchen), eine schöne turkmenische Königstochter und legendäre Heilige der Turkmenen, soll die Ehefrau Salman des Persers, eines Gefährten Mohammeds, gewesen sein, der in Kerbela begraben liegt. Als sie sich in Ali, den späteren 4. Kalifen, verliebt hatte, wurde sie zusammen mit ihrem Vater und einer Gänseherde auf den Ida verbannt (daher der Name Kaz Dağı = Gänseberg; für einige zentralasiatische Stämme vor allem Turkmenen, war die Gans ein heiliges Tier). Vater und Tochter starben der Legende nach am selben Tag – und wurden selbst zur Legende. Turkmenische Hirten der Umgebung fanden die Leichname und bauten ihnen dort auf dem Kaz Dağı eine Türben (Grabbauten). Vater und Tochter kamen so in den Ruf besonderer Heiligkeit. Zum Grab von „Sarıkız“ werden regelmäßig Wallfahrten der Turkmenen unternommen (volksislamisches Fest der Tahtakuşlar-Turkmenen jährlich am Wochenende zwischen dem 15. und 25. August).